# Taisho Pharmaceutical
Taisho Pharmaceutical Co., Ltd. (jap. 大正製薬株式会社 Taishō Seiyaku Kabushiki-gaisha) ist ein japanisches Pharmaunternehmen mit Sitz in Tokio.

## Geschichte
Die Firma wurde 1912 gegründet und spezialisierte sich zu Beginn vor allem auf den japanischen Binnenmarkt. Erst 2009 stieg die Firma in das Auslandsgeschäft ein. 2019 kaufte Taisho beispielsweise den französischen Pharmahersteller UPSA von Bristol-Myers Squibb. Im Januar 2024 wurde bekannt gegeben, dass die Firma nach dem bis anhin größten Management-Buy-out in Japan von der Börse genommen wird. Der Preis des Angebots wurde von zwei Investment Fonds gerichtlich angefochten.

## Produkte

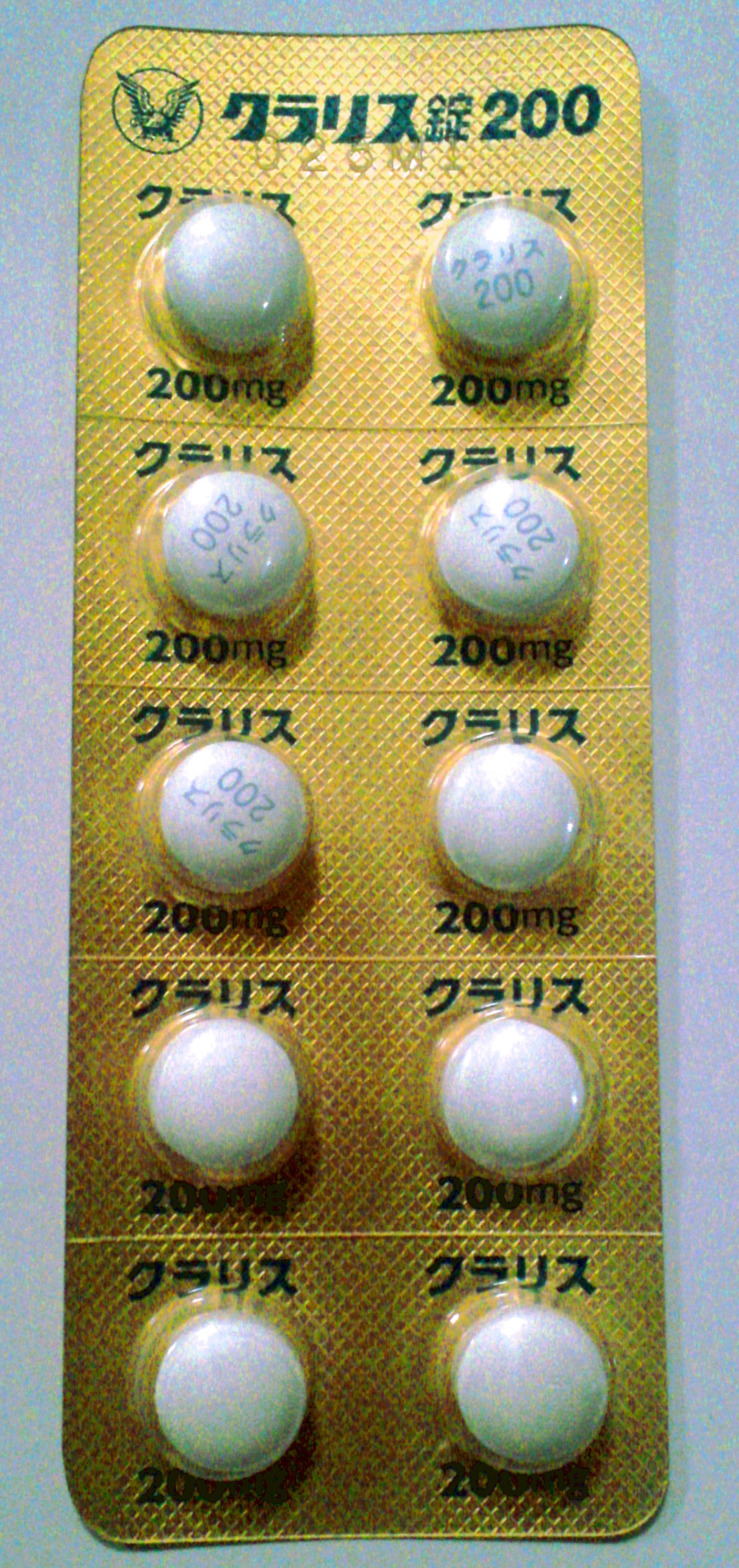
Eine Blisterverpackung Clarithromycin produziert von Taisho Pharmaceutical.

Taisho vermarktet diverse Produkte zugekaufter Marken. Eines der erfolgreichsten Medikamente des Unternehmens ist Clarithromycin, ein Makrolidantibiotikum.

## Sponsoring
Taisho Pharmaceutical ist seit 2001 Sponsor der Japanische Rugby-Union-Nationalmannschaft. Sie waren Sponsor für die Rugby-Union-Weltmeisterschaft 2019, den japanischen Tennisverband und im japanischen Baseball.